# Gerner Csaba
Gerner Csaba (Kiskunhalas, 1974. december 21. –) magyar színész, rendező.

## Életpályája
Kiskunhalason született, 1974. december 21-én.
1997-ben végzett a Békéscsabai Regionális Alapítványi Színészképző Iskola hallgatójaként. Pályáját 1993-tól a Békéscsabai Jókai Színházban kezdte. Majd szabadfoglakozású művészként számos színházban szerepelt. Játszott többek között Székesfehérváron a Vörösmarty Színházban, a szolnoki Szigligeti Színházban, a Spirit Színházban, a Pinceszínházban, az RS9 Színházban, a Bethlen Téri Színházban, a Spinoza Színházban, a Veres 1 Színházban, a Ram Colosseumban, a Margitszigeti Szabadtéri Színpadon, a Játékszínben, a Láthatáron Csoporttal és a salgótarjáni Zenthe Ferenc Színházban. Rendezett a nagymúltú New York-i LaMaMa Színházban, illetve számos másik városban az Amerikai Egyesült Államokban. 
Sokoldalú színész. Külföldi és magyar filmekben, televíziós sorozatokban is gyakran foglalkoztatják. Kortárs drámákban, alternatív színházi előadásokban, musicalekben, klasszikus drámákban, mesejátékokban, vígjátékokban, operettekben játszik, performanszokban is szerepel. A színészet mellett rendezéssel is foglalkozik. 2004 óta Budapesten él és tevékenykedik, két gyermek édesapja. A Másik Produkció színházi-művészeti társulat alapítótagja.
2022-2025 között a Színház- és Filmművészeti Egyetem drámainstruktor szakos hallgatója.

## Fontosabb színházi szerepei
- William Shakespeare: Hamlet... Claudius
- Carlo Goldoni: Chioggiai csetepaté... Fortunato, halász
- Gabriel García Márquez: Száz év magány... Melchiades
- Jevgenyij Lvovics Svarc: A király meztelen... Király
- Henrik Ibsen: A nép ellensége... Krapp
- Vörösmarty Mihály: Csongor és Tünde... Balga
- Móricz Zsigmond: Úri muri... Széplegény; Jóska, munkás
- Molnár Ferenc – Kocsák Tibor – Miklós Tibor: A vörös malom... Rex adjutánsa
- Szép Ernő: Kávécsarnok... Alajos
- Örkény István: Tóték... A postás
- Dobozy Imre: A tizedes meg a többiek... Gáspár
- Ábrahám Pál: Viktória... Rácz Jancsi, tisztiszolga
- Q - Klasszikusok újratöltve... Anyagmozgató
- Gyöngyélet... Varjú
- Garaczi László: Békeharc és karaoke... Rákosi
- Tallér Edina: Érinthetetlenek... Colton, kettősügynök
- Tallér Edina: Csak tenyérnyi vér (monodráma)... Férfi
- Miklós Tibor – Várkonyi Mátyás: Stárcsinálók... Pál
- Miklós Tibor – Szomor György: Robin Hood... Lord Gisborne
- Gyárfás Endre – Kocsák Tibor: Dörmögőék űrvendége... Hörcsög
- Charles Aznavour – Shaum McKenna: Éljen az élet... Nagymama II.
- E. T. A. Hoffmann – Szurdi Miklós – Szomor György: Diótörő és egérkirály... Egérkirály
- Leonard Bernstein – Joseph Fields – Jerome Chodorov – Betty Comden – Adolph Green: A csodák városa... Tropa
- Elton John – Tim Rice – Linda Woolverton: Aida... Zoser, Radames apja
- Alexandre Dumas – Pozsgai Zsolt – Szomor György: Monte Christo grófja... Bonifacio
- Rudyard Kipling - Geszti Péter – Békés Pál – Dés László: A dzsungel könyve... Sír Kán
- Peter Karvas: Yo város polgárai... Algernon O'Hara, parancsnok
- Neil Simon: Pletyka... Ernie Cusack
- Woody Allen: Semmi pánik... Ahmed titkosügynök
- Schittenhelm Christian: Da Vinci... Szerzetes
- Martin McDonagh: Piszkavas (Leenane szépe)... Pato Dooley, Pato öccse
- Zalán Tibor: A fáklya kialszik... Hasszán
- Takáts Márton: Főzelék feltétlenül... Férfi
- Csukás István – Szitha Miklós: Gombóc Artúr, a nagy utazó... Téglagyári Megálló
- Rejtő Jenő – Vajda Katalin – Lázár Zsigmond: Pisszkos Fred, a kapitány... Tüskés Vanek
- Boldizsár Miklós – Szörényi Levente – Bródy János: István, a király... Torda
- Pozsgai Zsolt – Gulyás Levente: Tessedik... Fekete ruhás
- Urbán Gyula: Egerek... Zakariás
- Csikós Attila: Díszítők... Béla bá
- Kovács-Cohner Róbert – Vedres Csaba: Élektra... Orestés
- Edward Bond: Ablak... Richard
- Conor McPherson: A gát... Jim
- Jordi Galceran: A csapda, a jóslat és a kisablak... Marcos
- Alexander Breffort – Margauerite Monnot: Irma, te édes!... Precíz Pepi
- Bodor Géza - Gerner Csaba: Daydreamers... szereplő
- Korognai Károly – Bíró Dénes – Márton András: The great hungarian hungarikum show... Attila, az apa
- Kocsák Tibor – Bozsó József: Rigócsőr királyfi... Kocsmáros
- David Yazbek: Alul semmi... Noah T. Simmons (Csődör), munkanélküli
- Csikós Attila – Menszátor Héresz Attila: Budapest fölött az ég... Redvai ikrek (Kond)
- Tamási Áron: Énekes madár... Énekes II.
- Koltay Gábor – Koltay Gergely – Kormorán együttes: Trianon... Anarchista férfi

## Filmek, tv
- Zuhanórepülés (2007)
- Tűzvonalban (2007)
- Szabadságharc Szebenben (2007)
- Csendkút (2007)
- Bat-Time Story (2008)
- Paktum (2009)
- Egy perc (2009)
- Casino (sorozat) (2011)
- Csak a szél (2012)
- Hacktion: Újratöltve (sorozat)- A szív útja című rész (2012)
- Kilégzés (2012)
- A sátán (2012)
- Observer (2013)
- Téves hívás (2013)
- 100 Degrees Below Zero (2013)
- Válaszcsapás (2013)
- Munkaügyek (2013)
- Argo 2. (2014)
- Tragédia (2014)
- Boy-cott (2014)
- Víkend (2015)
- Tömény történelem (2016)
- #Jézus - Apám nevében (2017)
- Pappa Pia (2017)
- Tóth János (sorozat) (2017-2018)
- Nyitva (2018)
- Egynyári kaland (2018)
- Strike Back (amerikai sorozat)
- A mi kis falunk (sorozat) (2021)
- Doktor Balaton (sorozat) (2022)
- A Király (sorozat) (2022)
- Aranybulla (sorozat) (2022)
- Hazatalálsz (sorozat) (2023)
- …a szomszéd tehene (sorozat) (2024)
- Most vagy soha! (2024)
- A renitens (sorozat) (2024)

## Rendezései
- Görgey Gábor: Komám asszony, hol a stukker?
- Verebes István: Üzenet
- Tallér Edina: Egy perccel tovább
- Szemünk fényei
- Gömbölyűkocka
- Tallér Edina-Kupa Julcsi-Czutor Zoltán: Lesz, volt, van, mindig egy nő
- Thuróczy Katalin: Macskalépcső
- Jevgenyij Svarc: Hétköznapi csoda

## Díjai
- 2004: Az év színművésze díj
- 2009: Az év színművésze díj
- 2009: Vörösmarty-gyűrű díj
- 2015: Vallai Péter Kortárs Előadóművészeti Fesztivál – Egy perccel tovább, fődíj